# Puigpardines
Puigpardines és una entitat de població del municipi garrotxí de la Vall d'en Bas. El 2005 tenia 123 habitants.
L'església de romànica de Santa Maria de Puigpardines data del segle xii i formà part del monestir ja desaparegut.

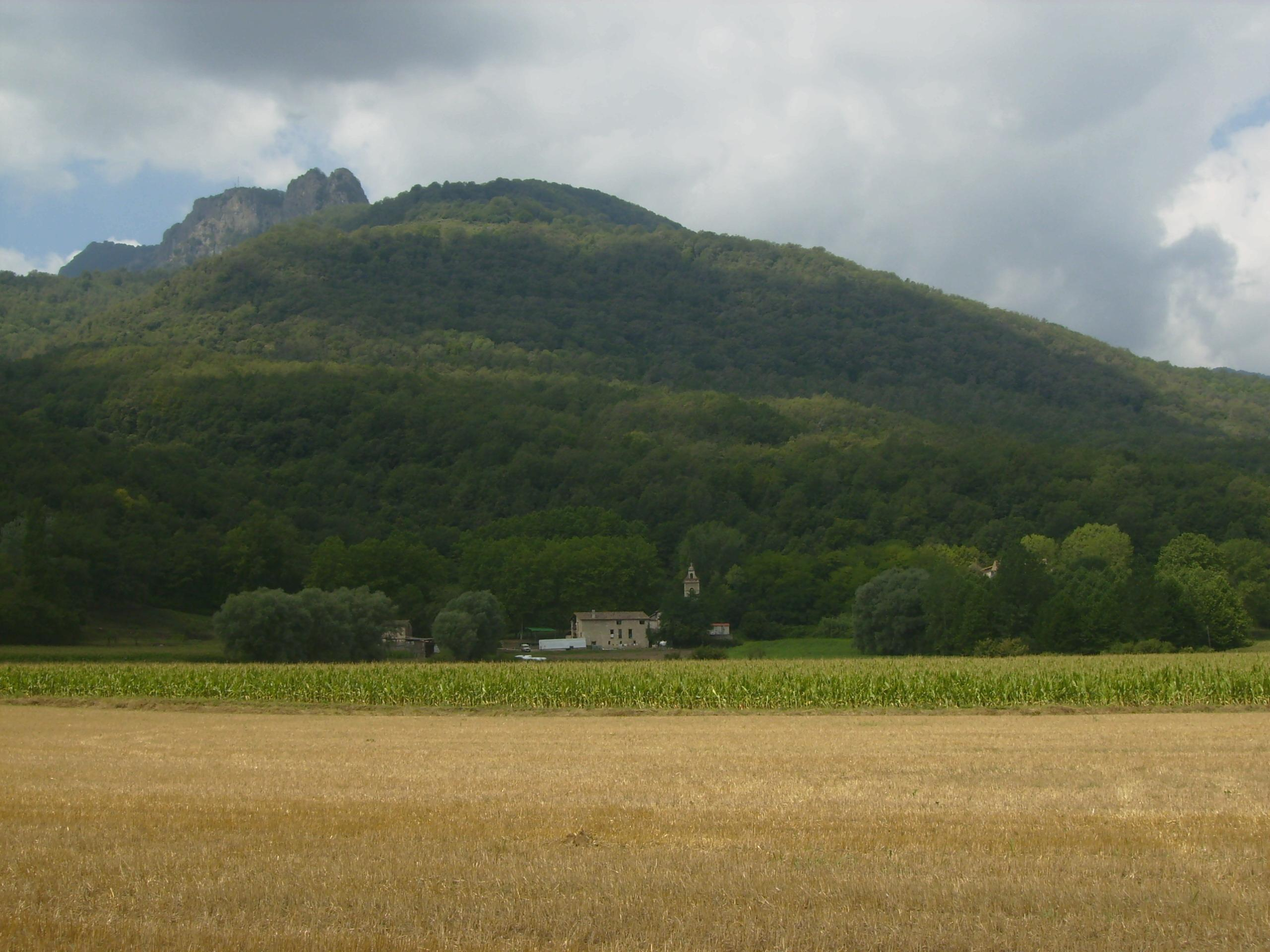
Panoràmica
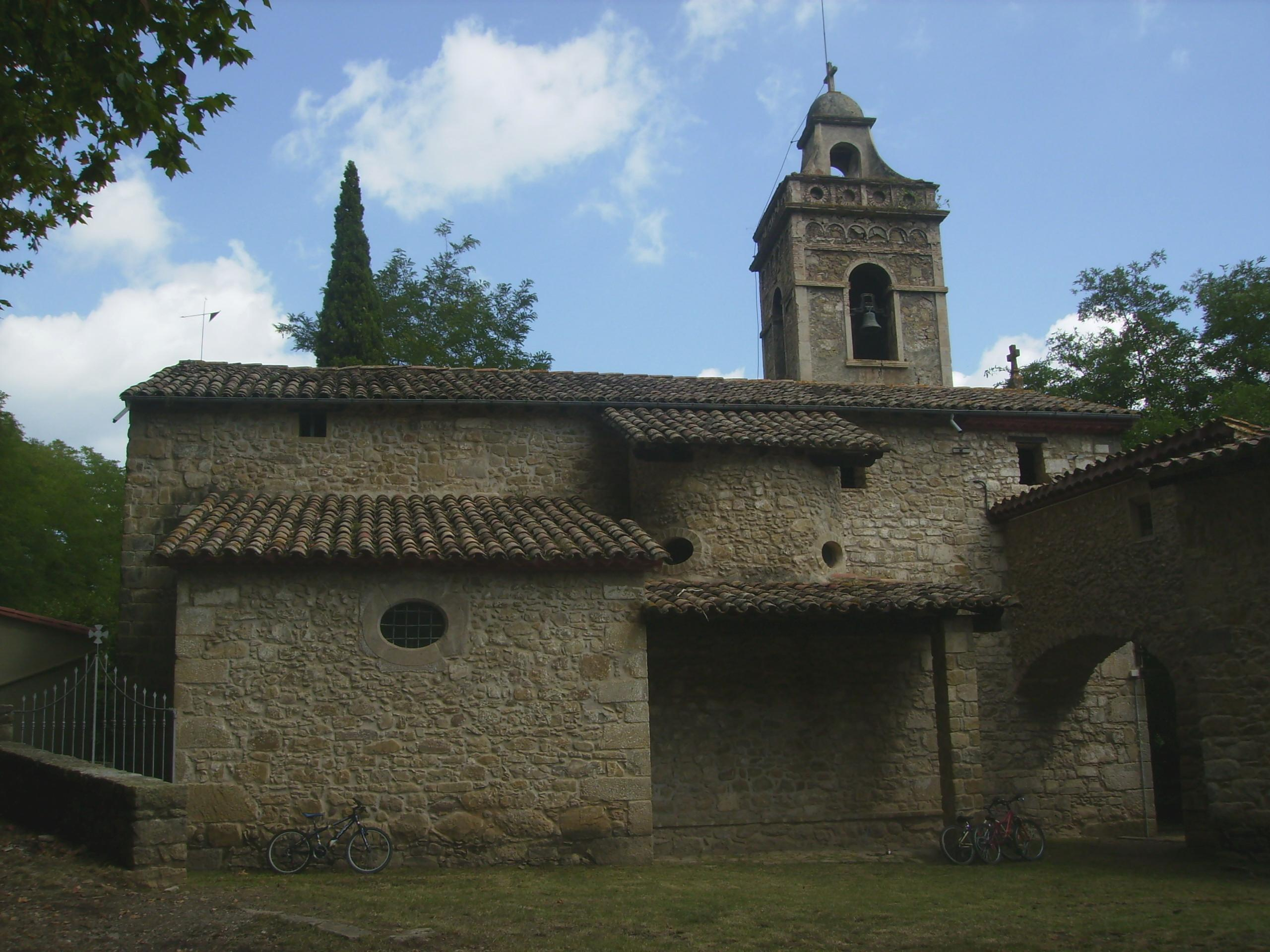
Santa Maria de Puigpardines
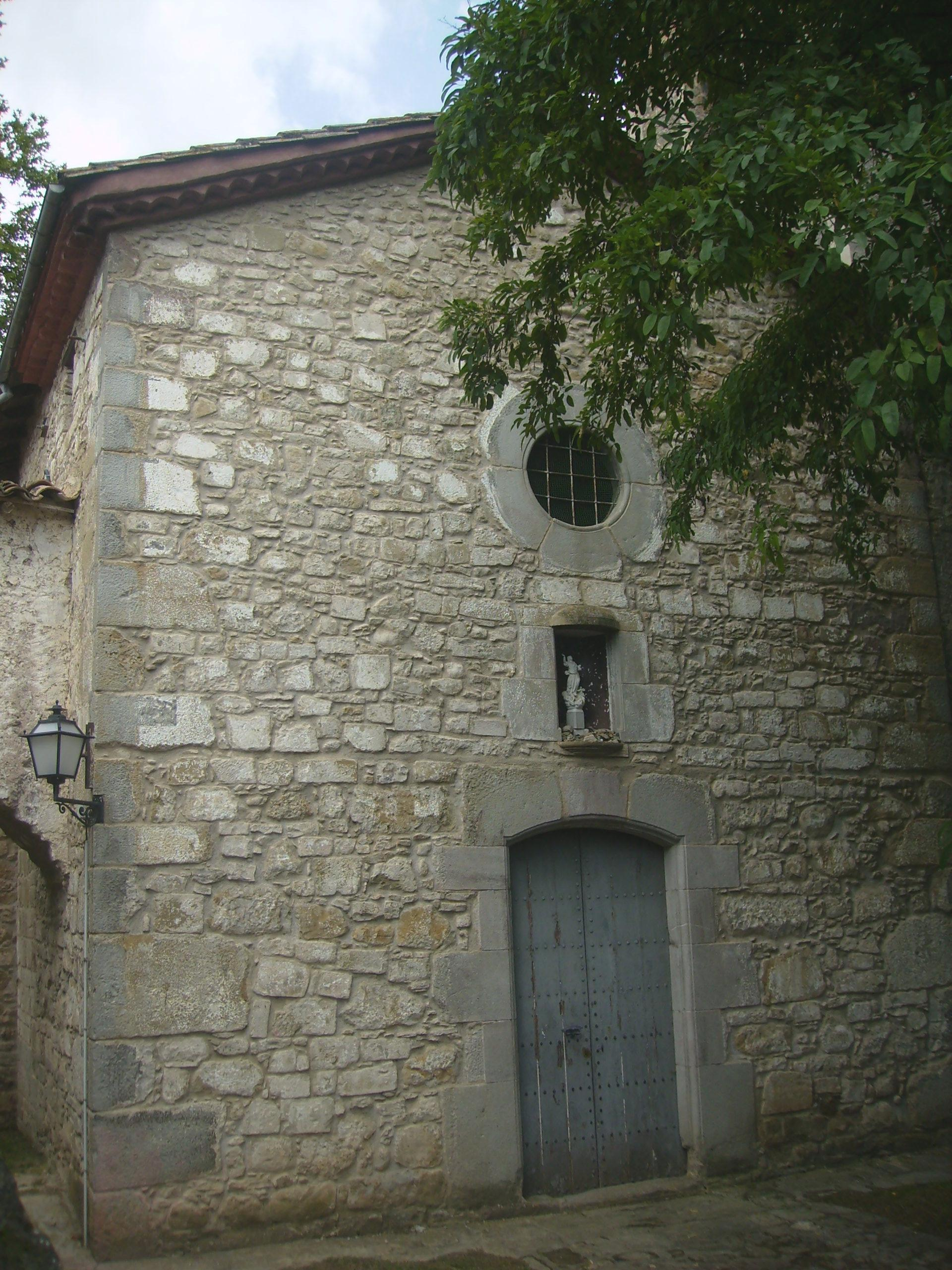
Santa Maria de Puigpardines
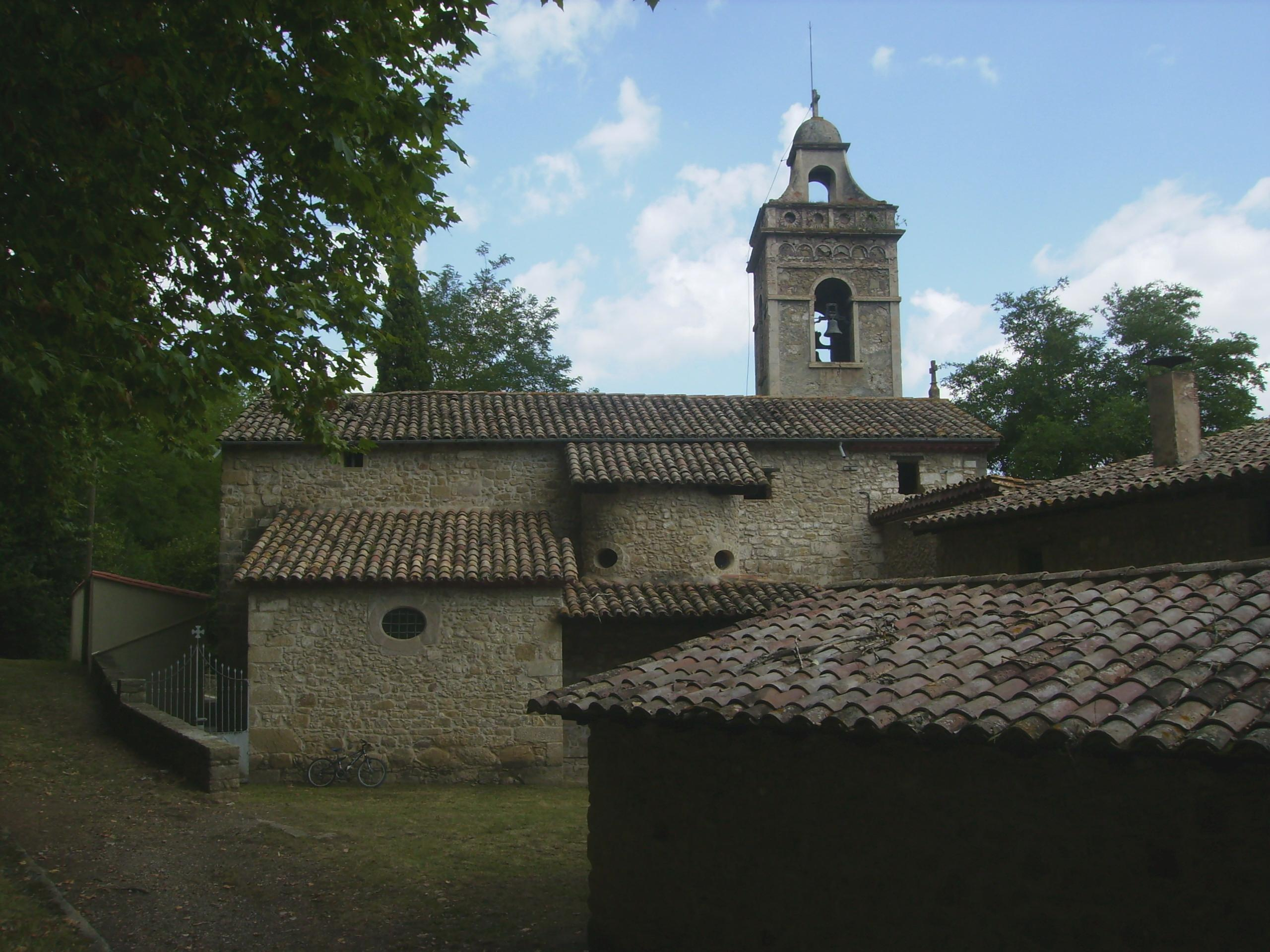
Santa Maria de Puigpardines